# New Day Will Rise
«New Day Will Rise» (с англ. — «Новый день настанет») — песня израильской певицы Юваль Рафаэль, с которой она представляла Израиль на песенном конкурсе Евровидение-2025 в Базеле, Швейцария. Песня относится к жанру поп-музыки, а её содержание символизирует исцеление и оптимизм на будущие дни. Заняла второе место в финале конкурса.

## История
Автор музыки и текста — израильская певица и композитор Керен Пелес, а продюсированием и аранжировкой занимался Томер Биран.
Песня содержит текст на трёх языках: английском, французском и иврите, а также стихи из Песни песней, библейской поэмы, представленной в последней главе Танаха, а именно строку «Большие воды не могут потушить любви, и реки не зальют ее». Автор песни Керен Пелес отмечает:
«Это мощное утверждение, не важно, сколько огня они целят в нас, наша вода сильнее, наша любовь сильнее, они не могут потушить нас, они не могут сжечь нас — это самая важная строка в песне...».
По словам Пелес, песня также символизирует «новый восход солнца», которого все в Израиле ждут после тяжелого периода. Юваль Рафаэль, в свою очередь, заявила:
«Для меня эта песня символизирует исцеление, в котором мы все нуждаемся, и оптимизм на будущие дни — наше будущее… Песня говорит о нашей силе, всех нас, нашей общей надежде, поддержке и любви таких прекрасных людей в нашей стране… наступит новый день, и он будет лучше, чем тот, что когда-либо был».

## Клип
Музыкальный клип на песню изображает Юваль Рафаэль и группу молодых людей, которые поют, танцуют и обнимаются на травяном участке — это сцены, которые напомнят музыкальный фестиваль Nova, где 7 октября 2023 года 364 израильтянина были убиты террористами ХАМАС. Сама Рафаэль была среди тех, кто сумел выжить. В видео также можно заметить красные анемоны — символ южного округа Израиля.

## На «Евровидении-2025»
28 января 2025 года состоялась жеребьевка, которая определила, в каком из полуфиналов Евровидения будет соревноваться каждая страна. По результатам жеребьевки Израиль попал во второй полуфинал, с порядковым номером 14, который состоялся 15 мая 2025 года в Базеле, Швейцария. Израиль прошёл в финал, где занял 2 место.